# Сюзюмский сельсовет
Сюзюмский сельсовет — муниципальное образование со статусом сельского поселения в Кузнецком районе Пензенской области Российской Федерации.
Административный центр — село Сюзюм.

## История
Статус и границы сельского поселения установлены Законом Пензенской области от 2 ноября 2004 года № 690-ЗПО «О границах муниципальных образований Пензенской области».

## Население
| 2002  | 2010  | 2012  | 2013  | 2014  | 2015  | 2016  |
| ----- | ----- | ----- | ----- | ----- | ----- | ----- |
| 1477  | ↘1299 | ↘1298 | ↘1292 | ↗1310 | ↗1313 | ↘1307 |
| 2017  | 2018  | 2021  |       |       |       |       |
| ↘1278 | ↘1236 | ↘1148 |       |       |       |       |

## Состав сельского поселения
| № | Населённый пункт | Тип населённого пункта       | Население |
| - | ---------------- | ---------------------------- | --------- |
| 1 | Елюзань          | железнодорожная станция      | ↘513      |
| 2 | Морозовка        | деревня                      | ↘52       |
| 3 | Сюзюм            | железнодорожная станция      | ↘321      |
| 4 | Сюзюм            | село, административный центр | ↘413      |